# 青山渚
青山渚（日语：／ Aoyama Nagisa，1998年5月16日—），是日本東京都出身的女性聲優，Apollo Bay所属，身高154公分，中央大學畢業。

## 人物簡歷
2020年12月14日，獲選為《Love Live! Superstar!!》葉月戀的聲優。
2022年8月10日，確診2019冠状病毒病，為Liella第三位感染者
2022年8月18日，康復，即日起正式復工作。

## 出演作品
※ 粗體字為主要角色

### 電視動畫
2021年
- Love Live! Superstar!!（葉月戀）

2022年
- Love Live! Superstar!!（第2期）（葉月戀）

2023年
- 奇異賢伴 黑色天使（夏爾[4]）

2024年
- Love Live! Superstar!!（第3期）（葉月戀[5]）

### 廣播
2021 年
- 青山なぎさ・熊田茜音のnow training!!（HiBiKi Radio Station※）[6]

### 短劇
2020年
- 9 Stories （本人出演[7]）

### 其他
2021 年
- Over Excellent 品牌形象大使[8]

## 書籍

### 写真集
- 彼女にしたい声優No.1（2021年10月28日、集英社、撮影：栗山秀作）[9]
- 僕の最高の彼女（2022年2月17日、集英社、撮影：佐藤佑一）[10]
- 青写真（2022年3月15日、集英社、撮影：堀内まり菜）[11]

## 外部連結
- 青山なぎさ | Apollo Bay（アポロベイ）
- 青山渚的X（前Twitter）
- 青山渚的Instagram帳戶
- 青山渚的TikTok